# خوسيه جارا غونزاليس
خوسيه جارا غونزاليس (بالإسبانية: José Jara González)‏ هو مدرب كرة قدم وحكم كرة قدم ولاعب كرة قدم باراغواياني في مركز الهجوم، ولد في 19 أكتوبر 1984 في باراغواي. شارك مع منتخب باراغواي تحت 20 سنة لكرة القدم ومنتخب باراغواي تحت 23 سنة لكرة القدم. أما مع النوادي، فقد لعب مع ريفر بليت وسيرو بورتينيو ومكابي أخاء الناصرة ونادي باتشوكا ونادي جنوى ونادي ليبرتاد.

## وصلات خارجية
- خوسيه جارا غونزاليس على موقع إي إس بي إن إف سي (الإنجليزية)
- خوسيه جارا غونزاليس على موقع قاعدة بيانات كرة القدم.إي يو (الإنجليزية)
- خوسيه جارا غونزاليس على موقع Soccerway.com (الإنجليزية)